# Klein Grauden
Klein Grauden, polnisch Grudynia Mała ist ein Ort in der Landgemeinde Pawlowitzke im Powiat Kędzierzyńsko-Kozielski der Woiwodschaft Opole in Polen.

## Geografie
Klein Grauden liegt rund acht Kilometer westlich von Pawłowiczki (Pawlowitzke), 22 Kilometer südwestlich von  Kędzierzyn-Koźle (Kandrzin-Cosel) und 49 Kilometer südlich von Opole (Oppeln). Durch den Ort verläuft die Woiwodschaftsstraße 417. 

## Geschichte
Das spätere Klein Grauden entstand spätestens im 14. Jahrhundert und wurde 1354 als „Parvum Grudyn“ erstmals urkundlich erwähnt. Für 1532 ist die Ortsschreibweise „Klain-Grudny“ belegt.
In den Beyträge(n) zur Beschreibung von Schlesien wurde es 1782 als Klein Grauden erwähnt. Damals lag es im Landkreis Cosel und hatte 162 Einwohner, ein Vorwerk, acht Bauern, 16 Gärtner und zwei Häusler. 1865 bestand Borislawitz aus einem Rittergut und einer Dorfgemeinde. Zu diesem Zeitpunkt hatte das Dorf acht Bauern, 13 Gärtner- und sieben Häuslerstellen und eine Bockwindmühle. Die Kirche und die Schule befanden sich in Groß Grauden.
Bei der Volksabstimmung in Oberschlesien am 20. März 1921 stimmten im Ort 117 Wahlberechtigte für einen Verbleib Oberschlesiens bei Deutschland und sieben für eine Zugehörigkeit zu Polen. Auf Gut Klein Grauden stimmten 80 für Deutschland und einer für Polen. Klein Grauden verblieb nach der Teilung Oberschlesiens beim Deutschen Reich.
Als Folge des Zweiten Weltkriegs fiel Klein Grauden 1945 mit dem größten Teil Schlesiens an Polen. Nachfolgend wurde es in Grudynia Mała umbenannt. Von 1945 bis 1950 gehörte es zur Woiwodschaft Schlesien und danach zur Woiwodschaft Opole. 1975 wurde der Powiat Kozielski aufgelöst. 1999 wurde es dem neu gegründeten Powiat Kędzierzyńsko-Kozielski zugeteilt. Am 30. September 2014 erhielt der Ort zusätzlich den amtlichen deutschen Ortsnamen Klein Grauden.

## Sehenswürdigkeiten
- Das Schloss Klein Grauden ist zweigeschossiger neoklassizistischer Bau mit Mansarddach dazu gehören Park und Vorwerk.[5]
- An der Straße nach Borislawitz steht eine klassizistische Rundkapelle aus der zweiten Hälfte des 18. Jahrhunderts.[6]

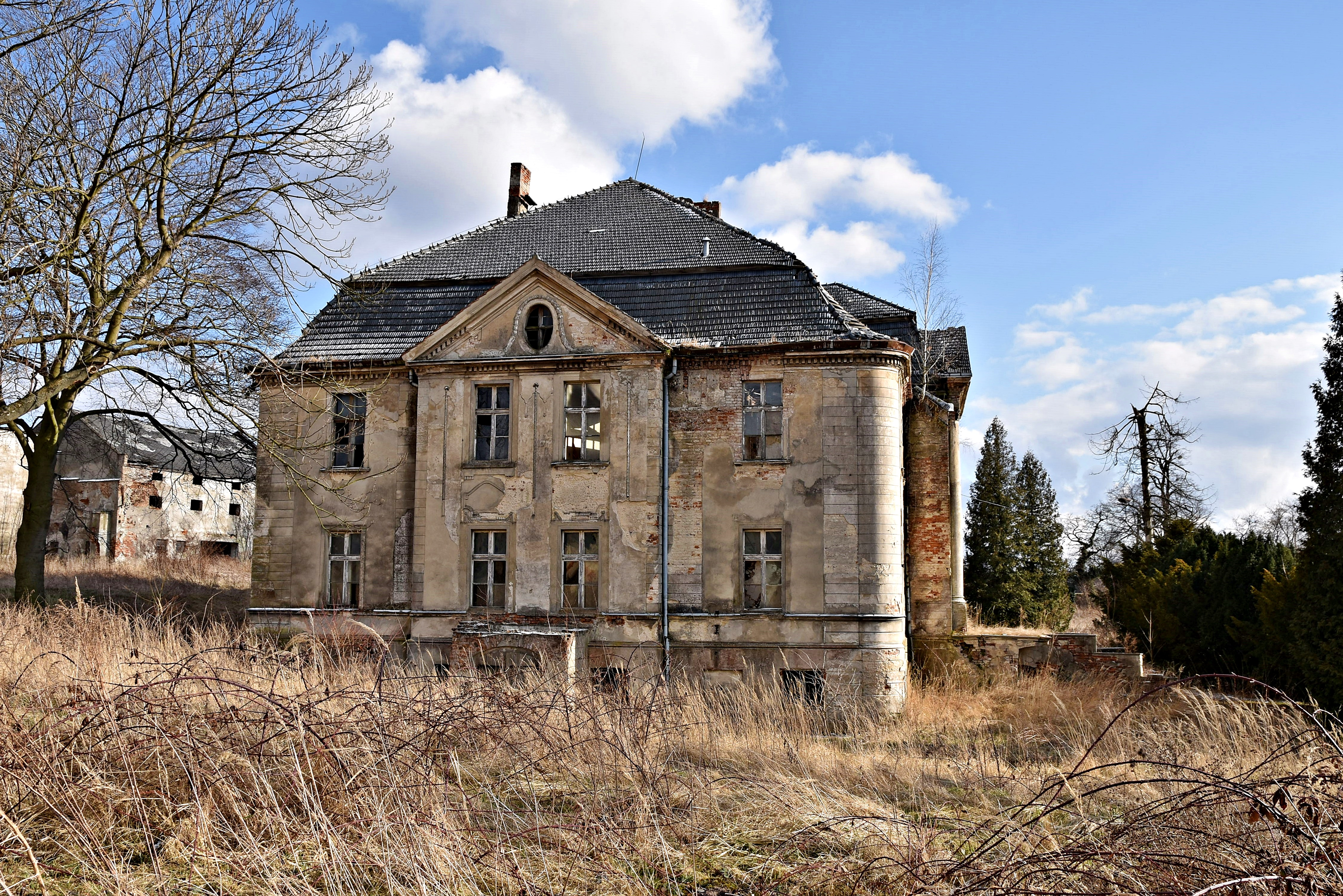
Schloss
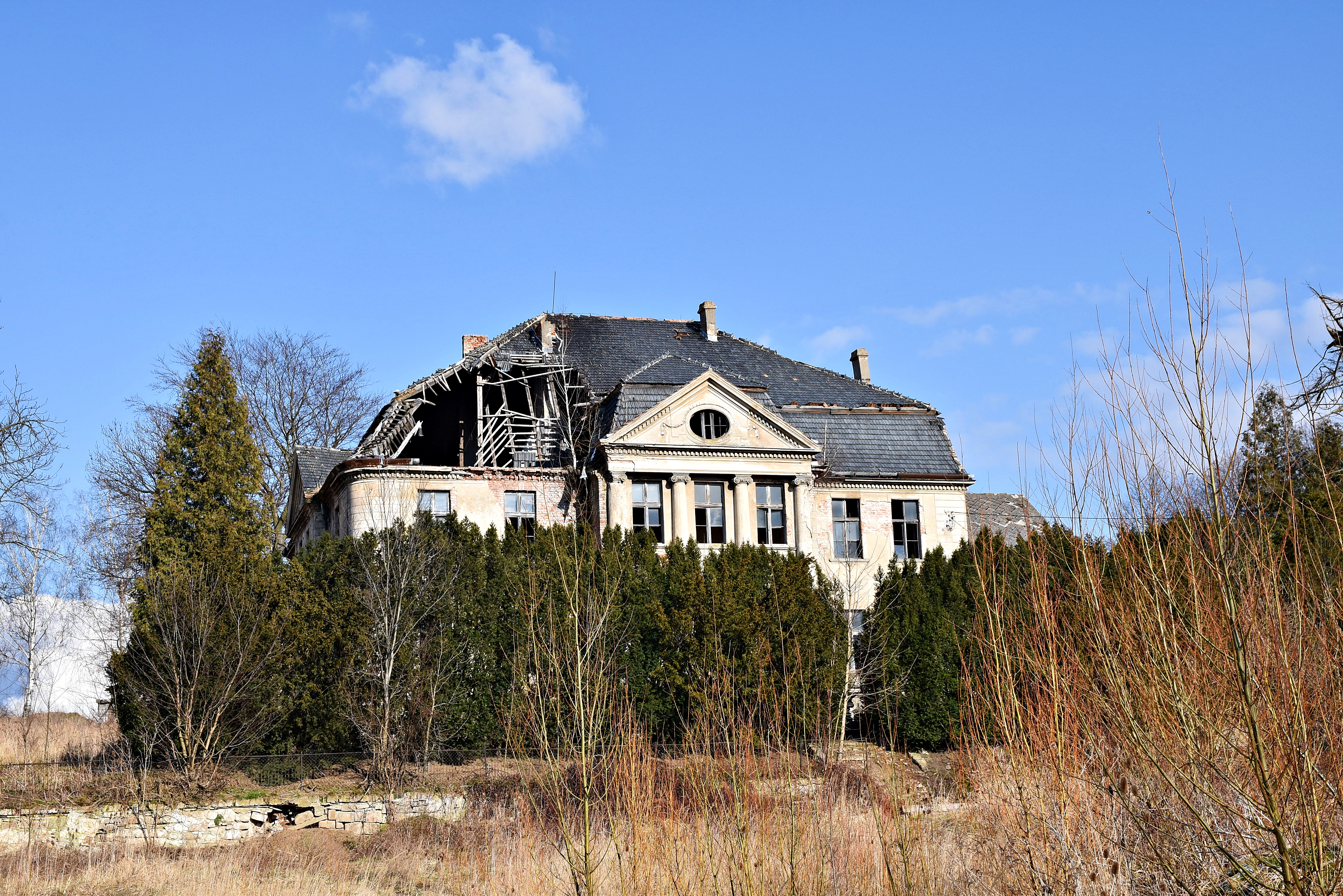
Schloss